# Eilhart von Oberg
Eilhart von Oberge était un poète de langue moyen haut-allemande du XIIe siècle.

## Biographie
Il est peut-être le ministériel d'Henri le Lion et d'Otton IV de Brunswick entre 1189 et 1208 mais cela n'est pas avéré.
Autour de 1170 ou 1180, il rédige l'œuvre épique Tristrant, ou Tristrant und Isalde, qui représente la première version connue de Tristan en allemand. Il s'est inspiré de (ou a traduit) la version de Béroul, de l'œuvre non conservée Estoire de Tristan, et du Tristan de Thomas d'Angleterre. C'est la plus complète version du XIIe siècle qui soit parvenue. Elle est la source de 4 des 19 chapitres du Tristan et Yseult reconstitués au début du XXe siècle par Joseph Bédier.